# Lejla Junusová
Lejla Junusová (* 21. prosince 1955, Baku) je ázerbájdžánská aktivistka v oblasti lidských práv, od roku 1995 ředitelka Institutu pro mír a demokracii. Dne 30. července 2014 byla zatčena a obviněna z vlastizrady, špionáže ve prospěch Arménie, podvodů, daňových úniků a falšování dokumentů. Dne 13. srpna 2015 byla odsouzena k 8,5 rokům vězení, její manžel, historik Arif Junus, dostal sedmiletý trest. Organizace Amnesty International označila Lejlu Junusovou za vězně svědomí.
Dne 9. prosince 2015 byla propuštěna kvůli zhoršujícímu se zdravotnímu stavu, trpí mj. diabetem a hepatitidou C. Rozsudek jí byl změněn na podmíněný po dobu pěti let. Jejímu manželovi byl trest zmírněn stejným způsobem již dne 12. listopadu 2015 navíc s podmínkou, že nesmí opustit zemi.

## Zatčení
V červenci 2014 byla Junusová zatčena den poté, co zveřejnila svůj dopis prezidentovi Ázerbájdžánu Ilhamu Alijevovi, ve kterém ho žádala o propuštění politických vězňů. K srpnu 2015 jich bylo v zemi asi osm desítek. Junusová se rovněž věnuje boji proti korupci, násilí na ženách, hájí také práva těch, jejichž domy byly nelegálně zbourány úřady v Baku. V srpnu 2011 byl v rámci projektu na zkrášlení města bez varování zbořen také dům, kde sídlila kancelář Junusových, a ti tak přišli o všechny dokumenty a vybavení.

## Rodina
Lejla Junusová má dceru Dinaru, která od roku 2009 žije v Nizozemsku, kde získala azyl. Rodiče ji tam poslali poté, co obdržela výhrůžky. Stalo se tak, když Lejla zveřejnila důkazy o obchodování s dívkami, jehož se údajně dopustili důstojníci ministerstva vnitra Ázerbájdžánu.

## Ocenění
- Řád čestné legie[3]
- Cena svobody Andreje Sacharova (Andrei Sakharov Freedom Award) od Norského helsinského výboru
- Cena Theodora Haeckera
- nominována na Nobelovu cenu za mír za rok 2015[3]